# 日落條款
日落條款，又稱落日條款，指的是法律或合約中訂定部份或全部條文的終止生效日期。通常訂定日落條款的目的是在該條文終止其效力前有緩衝期，可先行準備及實施相關的配套措施。
與日落條款相對應的是日出條款，指的是法律或合約中訂定部份或全部條文的開始生效日期。通常訂定日出條款的目的，是在該條文生效前有緩衝期，可先行準備及實施相關的配套措施。
“日落”（sunsetting）也用于软件生命周期，指的是从软件和网站中逐步淘汰功能。

## 日落立法
日落立法（Sunset Legislation）通常也稱為「日落法案（Sunset Laws）」，係指由立法機關定期檢視某特定方案或特定政府機關運作狀況，以決定該方案或機關是否繼續存在或宣告死亡的一種機制。日落立法要求被撥款資助的政策方案或政府機關必須經過立法機關再核准的程序，否則就不能繼續存在。
日落立法的一般作法是，由立法機關注某一群方案、機構或法律，設定檢討的時間表，這些方案、機構、法律到時候除非由重新立法的方式核准繼續運作，否則就自動失效終止，因為有了屆時終止的壓力，所以就迫使有關機關必須隨時檢討評估方案、機構、法律的運作情形。「日落立法」被認為是消除政府機關不必要支出，及迫使立法機關對行政機關進行真正監督、評估績效的有效手段。

## 日落条款的例子

### 中華民國
中华民国宪法增修条文是适用于自由地区的暂时条款。
其中有一个落日条款：
|  | 為因應國家統一前之需要，依照憲法第二十七條第一項第三款及第一百七十四條第一款之規定，增修本憲法條文如左：...... |

如果中华民国重新控制中国大陆，这些条款将终止。

## 相關
- 限奶令日落條款*
- BSD日落條款*